# NGC 316
NGC 316は、うお座の恒星である。1850年11月29日にロス卿の助手をしていたビンドン・ストーニーが発見した。
ニュージェネラルカタログでは、「とても暗く、極度に小さい恒星状で、NGC 315から東に1分」と記されている。
| 太陽 | NGC 316   |
| ---- | --------- |
| 太陽 | Exoplanet |